# Anna Kendrick
Anna Kendrick (født 9. august 1985) er en amerikansk film- og teaterskuespiller.
Hun er kendt for sin roller, som Natalie Keener i filmen Up in the Air, (2009), og Jessica Stanley i Twilight-serien.

## Karriere
Første gang Kendrick stiftede bekendtskab med skuespillet var i en alder af 10 år, da hendes forældre satte hende og hendes bror på en bus fra Portland, Maine til New York City, så de kunne gå til auditions. Første gang hun dukkede op, var som Dinah i Broadway Musicalen "High Society" i 1998. Musicalen gav hende flere priser: Drama Desk Award, og Tony Award nomineringer, (hvilket gjorde hende til den 3. yngste nominerede efter Frankie Michaels, 10år og Daisy Eagan, 11år).
Senere medvirkede hun i adskillige teaterproduktioner. Også musicalen A little Night music, som var lige inden hendes filmdebut i 2003, hvor hun giver den i rollen som "Fritzi Wagner". Denne rolle indkasserede hende også en del nomineringer.
I 2007 dukkede hun op i sin næste film, Rocket Science, hvor hun spillede Ginny Ryerson, den hurtigtsnakkende debatterende gymnasieelev. Selvom hun sagde hun fandt rollen skræmmende og udfordrende, efter at have set en rigtig national gymnasiedebat, blev hendes præstation rost af kritikerne, og hun blev i 2007 nomineret til en Independent Spirit Award i kategorien bedste kvindelige birolle.
I slutningen af 2007 gik hun til audition for rollen som Jessica Stanley i Twilight, (første bog af twilight-serien af Stephenie Meyer). Kendrick var dog syg, og blev senere bragt ind til en session, hvor hun fik rollen. Manuskriptforfatter Melissa Rosenberg sagde, at de tegn Jessica Stanley og Lauren Mallory fra bogen blev kombineret til at skabe rollen "Jessica Stanley", man havde nemlig udeladt Lauren Mallory rollen. Anna medvirker desuden som Jessica i Twilights efterfølger, New Moon og dens efterfølger Eclipse, som havde premiere i de danske biografer 30. juni 2010.
Annas sangerfaring fra teatret gav hende mulighed for at medvirke i The Marc Pease Experience (2009).
I 2009 fik hun også sin første hovedrolle i filmen Up in the Air; instruktøren Jason Reitmans 'Up In The Air' baseret på Walter Kirns roman fra 2001 af samme navn. I filmen spiller hun sammen med George Clooney og Vera Farmiga. For den rolle udnævnte National Board of Review hende til bedste kvindelige birolle, endvidere fik hun også nogle nomineringer: Golden Globe, The Screen Actors Guild og Academy Awards.
Anna Kendrick er også kendt for sangen "Cups"

## Filmografi

### Film
| År   | Titel                                     | Rolle            | Noter                  |
| ---- | ----------------------------------------- | ---------------- | ---------------------- |
| 2003 | Camp                                      | Fritzi Wagner    |                        |
| 2007 | Rocket Science                            | Ginny Ryerson    |                        |
| 2008 | Twilight                                  | Jessica Stanley  |                        |
| 2009 | Elsewhere                                 | Sarah            |                        |
| 2009 | The Marc Pease Experience                 | Meg Brickman     |                        |
| 2009 | The Twilight Saga: New Moon               | Jessica Stanley  |                        |
| 2009 | Up in the Air                             | Natalie Keener   |                        |
| 2010 | The Twilight Saga: Eclipse                | Jessica Stanley  |                        |
| 2010 | Scott Pilgrim vs. the World               | Stacey Pilgrim   |                        |
| 2011 | 50/50                                     | Katherine McKay  |                        |
| 2011 | The Twilight Saga: Breaking Dawn – Part 1 | Jessica Stanley  |                        |
| 2012 | What to Expect When You're Expecting      | Rosie Brennan    |                        |
| 2012 | ParaNorman                                | Courtney Babcock | Stemme                 |
| 2012 | End of Watch                              | Janet            |                        |
| 2012 | Pitch Perfect                             | Beca Mitchell    |                        |
| 2012 | The Twilight Saga: Breaking Dawn – Part 2 | Jessica Stanley  | Udelukkende krediteret |
| 2012 | The Company You Keep                      | Diana            |                        |
| 2013 | Drinking Buddies                          | Jill             |                        |
| 2013 | Rapture-Palooza                           | Lindsey Lewis    |                        |
| 2014 | Happy Christmas                           | Jenny            |                        |
| 2014 | Life After Beth                           | Erica Wexler     |                        |
| 2014 | Into the Woods                            | Askepot          |                        |
| 2015 | Cake                                      | Nina             |                        |
| 2015 | The Voices                                | Lisa             |                        |
| 2015 | The Last Five Years                       | Cathy Hiatt      |                        |
| 2015 | Pitch Perfect 2                           | Beca Mitchell    |                        |
| 2015 | The Hollars                               | Rebecca          |                        |
| 2015 | Get a Job                                 | Jillian Stewart  |                        |
| 2015 | Digging for Fire                          |                  |                        |
| 2015 | Mr. Right                                 | Martha           |                        |
| 2016 | The Accountant                            |                  |                        |
| 2017 | Pitch Perfect 3                           | Beca Mitchell    |                        |